# Cidade Líder
 (mai 2022).
La mise en forme du texte ne suit pas les recommandations de Wikipédia : il faut le « wikifier ».
Les points d'amélioration suivants sont les cas les plus fréquents :
- Les titres sont pré-formatés par le logiciel. Ils ne sont ni en capitales, ni en gras.
- Le texte ne doit pas être écrit en capitales (les noms de famille non plus), ni en gras, ni en italique, ni en « petit »…
- Le gras n'est utilisé que pour surligner le titre de l'article dans l'introduction, une seule fois.
- L'italique est rarement utilisé : mots en langue étrangère, titres d'œuvres, noms de bateaux, etc.
- Les citations ne sont pas en italique mais en corps de texte normal. Elles sont entourées par des guillemets français : « et ».
- Les listes à puces sont à éviter, des paragraphes rédigés étant largement préférés. Les tableaux sont à réserver à la présentation de données structurées (résultats, etc.).
- Les appels de note de bas de page (petits chiffres en exposant, introduits par l'outil «  Source ») sont à placer entre la fin de phrase et le point final[comme ça].
- Les liens internes (vers d'autres articles de Wikipédia) sont à choisir avec parcimonie. Créez des liens vers des articles approfondissant le sujet. Les termes génériques sans rapport avec le sujet sont à éviter, ainsi que les répétitions de liens vers un même terme.
- Les liens externes sont à placer uniquement dans une section « Liens externes », à la fin de l'article. Ces liens sont à choisir avec parcimonie suivant les règles définies. Si un lien sert de source à l'article, son insertion dans le texte est à faire par les notes de bas de page.
- La présentation des références doit suivre les conventions bibliographiques. Il est recommandé d'utiliser les modèles {{Ouvrage}}, {{Chapitre}}, {{Article}}, {{Lien web}} et/ou {{Bibliographie}}. Le mode d'édition visuel peut mettre en forme automatiquement les références.
- Insérer une infobox (cadre d'informations à droite) n'est pas obligatoire pour parachever la mise en page.

Pour une aide détaillée, merci de consulter Aide:Wikification.
Si vous pensez que ces points ont été résolus, vous pouvez retirer ce bandeau et améliorer la mise en forme d'un autre article.
Cidade Líder est un district situé dans la zone est de la ville de São Paulo, apparu à la fin des années 1940.
En raison de son profil typiquement résidentiel, la région est considérée comme un lieu de dortoir et, dans les années 1980, abritait de nombreux métallurgistes qui travaillaient chez les constructeurs automobiles de l'ABC.
Dans ce quartier se trouve le plus grand centre commercial de l'Amérique latine, le Centro Comercial Leste Aricanduva, avec plus de 500 magasins et 354 000 mètres carrés de surface bâtie. Malgré le nom, le centre commercial est situé dans ce quartier, selon les cartes officielles de la mairie de São Paulo, le nom de ce centre commercial est dû au fait qu'il se trouve sur les rives de l'avenue Aricanduva.
Le quartier peut gagner une station de métro à l'avenir, dans le cadre du projet de la Ligne 16 - Violette du Métro, étant la dernière station de la ligne, qui naîtra dans l'actuelle station Oscar Freire de la Ligne 4 - Jaune. Cependant, le projet d'extension du district est encore au stade de la planification.

## Histoire
L'origine du nom du district Cidade Líder vient du nom de la societé entrepreniale de Francisco Munhoz Bonilha (Líder Empreendimentos).
Quartiers de la Cidade Líder : Cidade Líder ; Fazenda Aricanduva ; Jardim Brasília ; Jardim das Carmelitas ; Jardim Eliane ; Jardim Fernandes ; Jardim Ipanema ; Jardim Marília ; Jardim Santa Maria ; Jardim Santa Terezinha ; Parque Savoy City ; Vila Arisi ; Vila Santa Rita.
Elle est administrée par la sous-préfecture d'Itaquera, qui gère 4 districts : Cidade Líder, Itaquera, José Bonifácio et Parque do Carmo.

## Armoiries du district de Cidade Líder

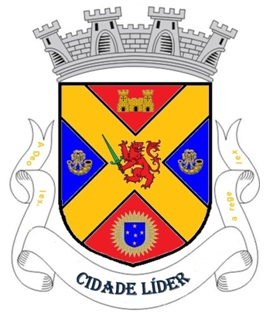
Armoiries de Cidade Líder

Description Héraldique : Dans le chef, sur un champ de gueules, un château clos d'or représentant l'entreprise qui dans les années 1940 a donné naissance au quartier. Sur le champ d'azur, sur le flanc dextre et sinistre sont assises deux cornes d'or, représentant la force, la dignité et la ténacité dans les buts, appelant à tous les peuples, à l'avant et à l'arrière social, économique et politique, à s'engager dans la construction du futur. Au cœur, en lignes de croisement en sautoir d'or, représentant la convergence et la diversité des chemins, est assis un lion rampant de gueules tenant une épée de sinople pointant vers l'avant, tout en regardant vers l'arrière, représentant la persistance dans l'espoir et le courage dans la défense constante de la justice. Au contre-chef, sur le champ de gueules, une splendeur d'or et d'argent avec un écusson d'azur renfermant 5 étoiles d'or, représentant la Constellation de la Croix du Sud. Au-dessus des armoiries, une couronne murale d'argent avec 4 tours, représentant le statut de district de Cidade Lider. Dans un lambeau d'argent, libre sur l'écu, est inscrite aux extrémités d'azur, la légende « A Deo lex, a rege lex » (La Loi vient de Dieu, la Loi vient du Roi). Et dans le Centre, également d'azur la légende Cidade Lider,.